# أرنولد باين
أرنولد باين (3 أكتوبر 1897 - 13 فبراير 1973)  (بالإنجليزية: Arnold Payne)‏ هو لاعب كريكت بريطاني (وحمل سابقاً جنسية المملكة المتحدة لبريطانيا العظمى وأيرلندا).